# Pogostemon villosus
Pogostemon villosus là một loài thực vật có hoa trong họ Hoa môi. Loài này được (Roxb.) Benth. miêu tả khoa học đầu tiên năm 1833.